# Cosmophyllum
Cosmophyllum är ett släkte av insekter. Cosmophyllum ingår i familjen vårtbitare.
Kladogram enligt Catalogue of Life:
| Cosmophyllum | \| \| Cosmophyllum olivaceum \| \| \| \| \| \| Cosmophyllum pallidulum \| \| \| \| |
|              | \| \| Cosmophyllum olivaceum \| \| \| \| \| \| Cosmophyllum pallidulum \| \| \| \| |
|              | Cosmophyllum olivaceum                                                             |
|              |                                                                                    |
|              | Cosmophyllum pallidulum                                                            |
|              |                                                                                    |